# Химна Сарланда
Химна Сарланда (нем. Saarlandlied) је званична химна Сарланда. Од 2003. године носи назив Хвалим те, ти пријатељска земљо на Сару.

## Историја
Године 2002. Министарство образовања, културе и науке Сарланда (Ministerium für Bildung, Kultur und Wissenschaf) расписало је конкурс за проналажење новог текста за химну Сарланда. Победио је Герхард Тенцер из Иберхерна. Ново име химне гласило је Хвалим те, ти пријатељска земљо на Сару (Ich rühm’ dich, du freundliches Land an der Saar).

## Текст
| Ich rühm’ dich, du freundliches Land an der Saar, von friedlichen Grenzen umgeben. Nie wieder bedrohe dich Krieg und Gefahr, in dir möcht’ ich immerzu leben. Und gibst du uns Arbeit, so hat’s keine Not, wir werden die Mühen nicht scheuen, und Feste auch feiern zum täglichen Brot, denn du, unser Land, sollst uns freuen. | Хвалим те, ти пријатељска земљо на Сару, окружен мирним границама. Никада ти више рат и опасност неће претити, Желим да живим у теби заувек. А ако нам даш посао, онда нема потребе, нећемо штедети труда и славе за хлеб насушни, јер ти, наша земљо, треба да нас усрећујеш. |
| | |